# Croisade de Bona (1399)
La Croisade de Bona  est une campagne militaire lancée durant l'été 1399 à Bona, actuelle Annaba (Algérie), par le Couronne d'Aragon contre le sultanat hafside.

## Contexte
En 1398, à la suite du pillage de Torreblanca (1397), où les pirates de Tlemcen ont saisi la relique sacrée et 108 prisonniers,, le roi Martin d'Aragon, après avoir repoussé l'invasion de Mathieu de Foix-Castelbon, ordonna une attaque de vengeance contre Dellys.
La flotte se rassembla à Ibiza, réunissant une force totale de 70 navires et 7 500 croisés. La flotte prit la mer en août 1398 et arriva avec succès à Tedelis, qui fut pillée, faisant environ 1 000 victimes parmi les villageois. Après avoir attaqué la côte nord-africaine, la mission se dirigea ensuite vers Avignon pour tenter de sauver le pape Benoît XIII du siège mené par Geoffroy le Meingre, un opposant au pape d'Avignon. Cependant, la flotte ne parvint pas à traverser le Rhône en raison du faible niveau d'eau et ne put délivrer directement l'aide, bien qu'ils réussirent à accorder une trêve de trois mois aux assiégés. L'année suivante, Martin Ier ordonna de répéter la campagne, cette fois dirigée vers Bona, actuelle Annaba.

## Déroulement
Après avoir rassemblé une flotte de 6 galères et 54 navires, ainsi que la flotte valencienne, composée de 7 galères et 23 navires au Port Mahon, le roi Martin Ier prit la mer le 21 août 1399. La guerre commença le 1er septembre, et le lendemain débuta le débarquement de la plupart du personnel militaire. Les musulmans, avertis par des marchands majorquins, avaient défendu la ville et rassemblé un grand nombre de combattants. Après avoir pris une petite forteresse près de la ville, l'attaque fut abandonnée.
Après le siège, les marines valencienne et majorquine se séparèrent et finirent par retourner dans leurs ports d'origine sans avoir obtenu de victoire.

## Conséquences
L'échec de la campagne força le roi Martin I à signer un traité de paix avec Abû Fâris `Abd al-`Azîz al-Mutawakkil, le 15 mai 1403, traité qui devint rapidement inopérant.